# Anka Márton
Anka Márton (? –) informatikai vállalkozó.

## A kezdetek
Saját vallomása szerint tizenkét éves kora óta számítógép-mániás. A Számalknál diplomázott. Szakmai pályája elején vállalatirányítási információs rendszerek (ERP) fejlesztésével foglalkozott, de pár év után unalmasnak találta. Csatlakozott az Uproarhoz, egy több felhasználós online játékok fejlesztésével foglalkozó csapathoz, ami újdonságnak számított 1995-ben. A kis cégnél mindenki több mindennel foglalkozott. Bent maradt túlórázni és új szerver management szoftvert írni, mert a meglévő nem működött kielégítően. Ebből indult az igazi siker, mely miatt 1998-ban ki is lépett.

## Karrier
1998-ban megalapította vállalkozását 3am Labs néven.
2002-ben megkereste Michael Simont, az Uproar korábbi vezetőjét, hogy segítsen a LogMeIn elődjének, a RemotelyAnywhere-nek az üzleti oldalát fejleszteni, a fejlesztőcsapat is újra összeállt.
2003-ban megalapította a LogMeIn céget, mely talán az egyik legismertebb és legsikeresebb magyar startup, amely Budapestről indult világhódító útjára. A kezdetek kezdetén egy Margit körúti bérelt lakásban dolgoztak, ma pedig már Bostonban van a székhelyük. A vállalat részvényei a New York-i tőzsdén is jelen vannak.
Közben Anka Márton is áthelyezte székhelyét az Egyesült Államokba, családjával együtt kiköltözött, de a fejlesztések még mindig szigorúan Budapesten és Szegeden zajlanak.

## A LogMeIn születése
2003-ban növekedni szerettek volna, így a magán- és az irodai felhasználók felé nyitottak. A peer-to-peer technológia lehetővé tette, hogy magas szolgáltatási színvonalat biztosítsanak igen alacsony áron. Ezek hatására született meg az új applikáció, a LogMeIn. Itt jött egy kisebb nehézség is. A dotcomlufi 2002-es kipukkanása miatt nehézségeket okozott a forrásbevonás. A befektetők között első volt a 3TS Capital, a befektetés összege 10 millió dollár, de feltételként szabták, hogy az Egyesült Államokban kell kockázatitőke-befektetőt keresniük. A Prism VentureWorks és az Integral Capital kockázatitőke-cégeket sikerült meggyőzni és csatlakoztak. A második körben további 10 millió dollárt befektetést szereztek a Polaris Venturestől, a harmadik körben pedig stratégiai befektetőként az Intel szállt be. Minden pillanatban pozitív cash-flow-t tudtak felmutatni. A  befektetők nagyon elégedettek voltak, amikor 2009-ben tőzsdére léptek.

## A LogMeIn jelene
Anka Márton sikerét mi sem bizonyítja jobban, mint, hogy jelenlegi ügyfeleik között olyan vállalatokat tudhatnak, a teljesség igénye nélkül, mint a 3M, AMD, DHL, FUJIFILM, HSBC, IBM, KONICA MINOLTA, QuadraMed, Raytheon, Rolls-Royce, SAP AG, TeleVox.

## Vagyon
2011-ben vagyonát 65 milliárd forintra taksálták, ezt 2012-re 90-re növelte. 2013-ban vagyona felére csökkent, 45 milliárdra.